# Zuwārah
Zuwārah (arabiska: زُوارة) är en distriktshuvudort i Libyen.   Den ligger i distriktet An Nuqat al Khams, i den nordvästra delen av landet, 100 km väster om huvudstaden Tripoli. Zuwārah ligger 5 meter över havet och antalet invånare är 45 000.
Terrängen runt Zuwārah är mycket platt. Havet är nära Zuwārah åt nordost. Runt Zuwārah är det ganska glesbefolkat, med 50 invånare per kvadratkilometer. Det finns inga andra samhällen i närheten. Trakten runt Zuwārah är ofruktbar med lite eller ingen växtlighet.